# Concord Township (Champaign County, Ohio)
Concord Township ist eines von zwölf Townships des Champaign Countys im US-Bundesstaat Ohio. Nach der Volkszählung im Jahr 2000 waren hier 1408 Einwohner registriert.

## Geografie
Concord Township liegt im mittleren Westen des Champaign Countys im mittleren Westen von Ohio und grenzt im Uhrzeigersinn an die Townships: Harrison Township, Salem Township, Urbana Township, Mad River Township, Johnson Township und Adams Township.

## Verwaltung
Das Township wird durch ein Board of Trustees, bestehend aus drei gewählten Mitgliedern, verwaltet. Zwei Personen werden jeweils im Jahr nach der Präsidentschaftswahl gewählt und eine jeweils im Jahr davor. Die Amtszeit dauert in der Regel vier Jahre und beginnt jeweils am 1. Januar. Daneben gibt es noch einen Township Clerk (zuständig für Finanzen und Budget), der ebenfalls im Jahr vor der Präsidentschaftswahl auf eine vierjährige Amtszeit gewählt wird. Dessen Amtszeit beginnt jeweils am 1. April.

## Einzelnachweise

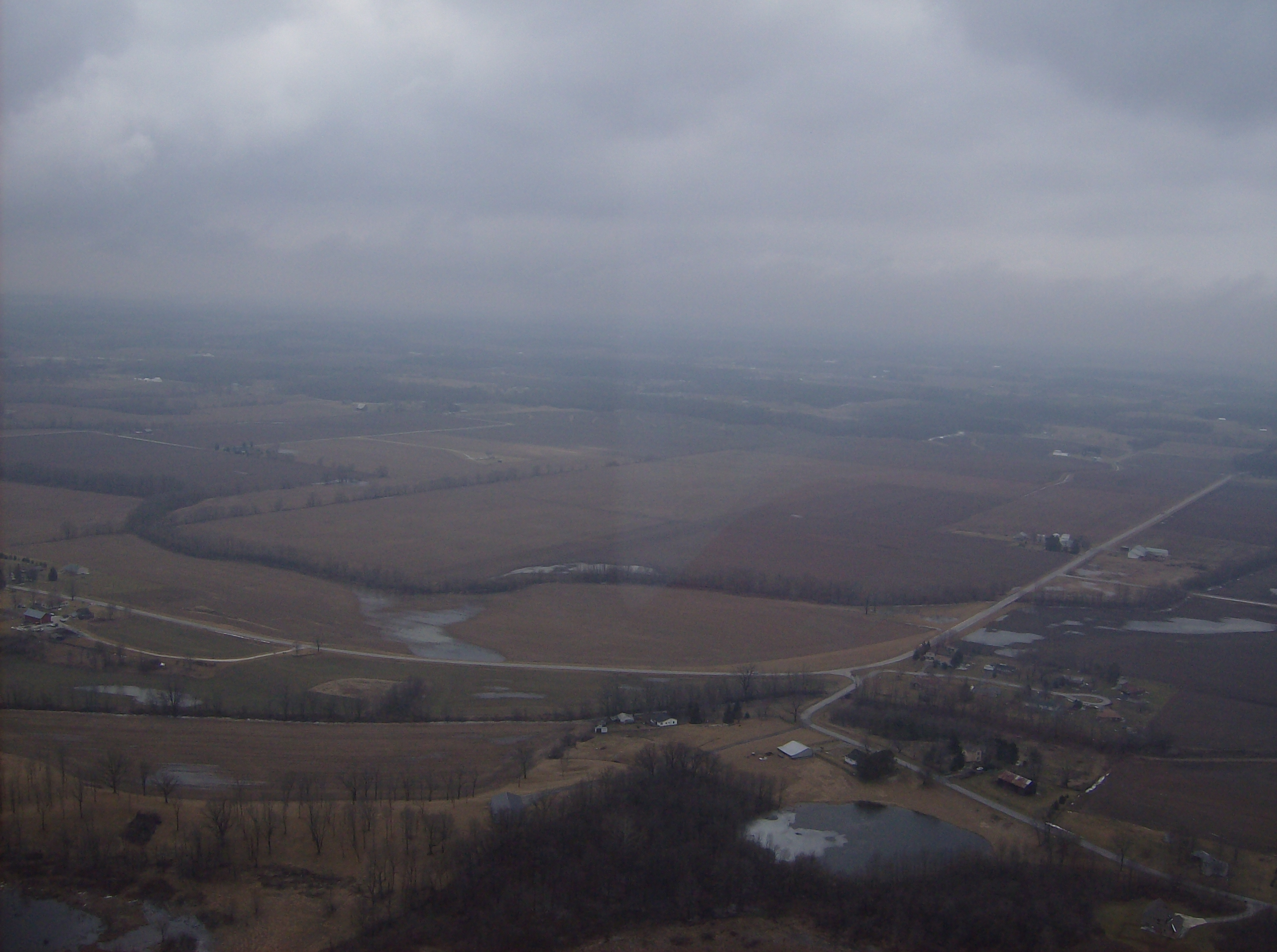
Luftaufnahme vom Nordosten des Concord Townships